# Лысица (гора)
Лысица (пол. Łysica, в просторечии гора Святой Катажины (пол. Góra Świętej Katarzyny)) — самая высокая вершина Свентокшиских гор высотой 614 м над уровнем моря. Расположена в западной части хребта Лысогуры к юго-востоку от деревни Свента-Катажина. Входит в состав Короны польских гор и является её самой низкой вершиной. Находится на строго охраняемой территории Свентокшиского национального парка.
Гора имеет две вершины. Восточная вершина, называемая Скалой Агаты или Замчиско, возвышается на высоту 614 м над уровнем моря. Это скалистый хребет (выступ кварцита) длиной около полукилометра. На чуть более низкой западной вершине (613 м над уровнем моря) находится копия памятного креста 1930 года и некоторые остатки триангуляционной башни. Отсюда открывается ограниченный вид на север — на горы Мейскую и Псарскую. Расстояние между вершинами составляет около 700 м.
Лысица состоит из кембрийских кварцитов и сланцев. С северной и южной сторон вершина окружена скальными выступами. Лысица полностью покрыта лесом. В верхней части произрастает ель, а ниже — пихтово-буковый лес. На южном склоне на высоте около 590 м имеется небольшое торфяное болото. На северном склоне имеются многочисленные истоки ручьёв. В горных районах гнездятся малый подорлик, ястреб-перепелятник и чеглок.
Легенда гласит, что у подножия Лысицы когда-то существовал славянский храм, на месте которого сейчас находится монастырь сестёр-бернардинок.
Через гору проходит Главный Свентокшиский маршрут имени Эдмунда Массальского из Голошиц в Кузняки.
До 2018 года считалось, что самой высокой точкой является западная вершина, на которой установлен крест, а её высота составляет 612 метров над уровнем моря. Измерения 2018 года показали, что восточная вершина, Агата, выше и достигает 613,96 м над уровнем моря.